# Degersjön, Nyland
Degersjön (på äldre kartor Degersjö) är en sjö i kommunen Raseborgs stad, Nyland, Finland. Sjön ligger 18,8 meter över havet. Den är 21,3 meter djup. Arean är 5,46 kvadratkilometer och strandlinjen är 29,63 kilometer lång. Sjön  ingår i Skärgårdshavets kustområde, Åland.   Vatten avrinner till sjön från ett vidsträckt och förgrenat vattensystem. Sjön avrinner från Ålsviken i väster via Fiskarsån med sina tre forsar till Pojoviken (i Finska viken) . Sjön är ungefär tre kilometer bred och lika lång och formad som ett "U". Udden Degernäs penetrerar sjön norrifrån. Det största djupet (21 m) ligger i den sydöstra delen av sjön.
I sjön finns flera öar, bland andra Storholmen och Tallholmen.
Väster om Degersjön ligger Fiskars och Fiskars bruk. Norr om Degersjön ligger Finnsjön. Sydväst om Degersjön ligger Borgbyträsket och åt nordöst Bastsjö. 
Sjön ligger omkring 72 km väster om Helsingfors. 